# جبل هادا
جبل هادا يقع في مركز تهامة بللسمر، وإلى الجنوب الشرقي من محافظة بارق. أعلى قمة الجبل هي قمة (القابل) ويصل ارتفاع الجبل إلى (1927) م عن مستوى سطح البحر.، ومن أشهر القرى في الجبل قرية الطوي، وقرية آل عطيف، وقرية القابل والضحي والصدعاء لآل مشرقه، كان جبل هادا قاعدة قبيلة بللسمر لعدة قرون. يعتبر من أخصب الجبال في المملكة العربية السعودية، وقد تفرد أهله عن مجاوريهم بزراعة نوع من الحبوب يسمى زعر أو بيضاء وكذالك ال البن.

## الموقع الجغرافي
يقع جبل هادا في تهامة بللسمر إلى الشمال الشرقي من محافظة محائل عسير بما يقارب (25) كيلو تقريباً، وهو جبل شامخ الارتفاع حيث أنه يستوي مع جبال السراة، وأما ارتفاع الجبل فيقدر بحوالي (6322) قدم، ويقع على دائرة عرض (18) - وخط طول (42).